# Elecciones generales de Costa Rica de 1928
Las elecciones presidenciales de Costa Rica de 1928 se realizaron el domingo 12 de febrero de 1928, en las cuales triunfó el ex presidente Cleto González Víquez, candidato del Partido Unión Nacional, sobre el diputado oficialista Carlos María Jiménez Ortiz del Partido Republicano.

## Precampaña
El 6 de enero de 1926 los delegados del Partido Agrícola, que fue el segundo partido más votado en las elecciones anteriores, se reunieron en el Teatro Moderno de San José donde conocieron la renuncia de su líder y candidato presidencial Alberto Echandi Montero, y decidiendo constituir una nueva organización política a la que llaman Partido Unión Nacional, nombre que ya había sido usado previamente para llevar al poder a Ascensión Esquivel Ibarra, pero que preserva la bandera verde del Agrícola (pues Esquivel había usado una bandera blanca). El partido le otorgó la candidatura el expresidente Cleto González Víquez, quien también había sido diplomático y ministro durante la administración de Esquivel. González recibe también la adhesión del Partido Reformista y de los partidarios de Máximo Fernández, autodenominados "Republicanos Históricos".
Por su parte, el candidato del Partido Republicano es Carlos María Jiménez Ortiz, diputado y jefe de acción, proclamado el 7 de enero de 1927 en el Teatro América por la convención republicana. Una vez designados los candidatos, el Diario de Costa Rica destaca que las diferencias ideológicas entre ambos son virtualmente nulas.
Surge también un movimiento reeleccionista que buscaba reformar la Constitución para permitir la reelección concecutiva de Ricardo Jiménez Oreamuno, a lo que don Ricardo rechazó enfáticamente diciendo: «...en que quedarían las prédicas de toda mi vida en defensa de los principios democrátivos y republicanos. Prefiero un presidente de la República mediano al más brillante de los dictadores.»

## Campaña
Los republicanos atacan a González Víquez acusándolo de pertenecer al "Olimpo", la generación de intelectuales que había dominado el país por varias décadas y de haber sido un gobernante ilegítimo en su primera elección. Lo señalaban como una figura oscura y conspiradora de la política, que había malgastado los recursos del estado y haber recibido sobornos cuando ejerció cargos públicos e incluso que estaba demasiado viejo para ser presidente.
Pero Jiménez Ortiz tiene también sus adversarios, especialmente los reformistas porque él y el padre Jorge Volio, jefe del reformismo, son enemigos, y esto hace que Jiménez Ortiz no pueda dar un discurso en Santa Ana por el boicot de los reformistas. Además, no contaba con el pleno apoyo de todos los republicanos, algunos de los cuales se inclinaron por González Víquez.
Don Ricardo Jiménez Oreamuno, en calidad de presidente, tenía la potestad de organizar las elecciones. Jiménez se comprometió a hacerlas lo más transparentes que fuera posible. El voto secreto había sido aprobado recientemente y se implementó por primera vez en esta elección. Además se estableció que el uso del telégrafo sería gratuito ese día para interponer denuncias electorales.

## Legislativas
Las elecciones legislativas costarricenses realizadas el 12 de febrero de 1928 fueron similtáneas a las presidenciales donde resultó elegido don Cleto González Víquez del Partido Unión Nacional como presidente de Costa Rica. Su partido obtuvo también mayoría parlamentaria. Solo participaron dos partidos, el Unión Nacional y el Republicano.

## Resultado
Finalmente vence Cleto González Víquez con 59,2%, más que suficiente para ganar en primera ronda, seguido de Jiménez Ortiz que logra 40,8%.

### Presidente
| Candidato                  | Partido        | Votos  | %    |
| -------------------------- | -------------- | ------ | ---- |
| Cleto González Víquez      | Unión Nacional | 42,765 | 59.2 |
| Carlos María Jiménez Ortiz | Republicano    | 29,475 | 40.8 |
| Nulos                      | Nulos          | 845    | -    |
| Total                      | Total          | 73,085 | 100  |
| Fuente: Nohlen             |                |        |      |

| \| Voto popular \| Voto popular \| Voto popular \| Voto popular \| Voto popular \| \| ------------ \| ------------ \| ------------ \| ------------ \| ------------ \| \| \| \| \| \| \| \| González \| González \| \| 59.2 % \| 59.2 % \| \| Jiménez \| Jiménez \| \| 40.8 % \| 40.8 % \| |          |  |        |        |
| Voto popular |          |  |        |        |
| |          |  |        |        |
| González | González |  | 59.2 % | 59.2 % |
| Jiménez | Jiménez  |  | 40.8 % | 40.8 % |

### Congreso
| Partido        | Votos  | %    | Escaños |
| -------------- | ------ | ---- | ------- |
| Unión Nacional | 45,198 | 53.3 | 16      |
| Republicano    | 39,662 | 46.7 | 6       |
| Nulos          | 261    | -    | -       |
| Total          | 85,121 | 100  |         |
| Fuente: Nohlen |        |      |         |